# Балка Наташчина
Балка Наташчина (Наташкина, Наталкина) — балка (річка) в Україні, у Довжанському районі Луганської області. Права притока річки Нагольної, басейн Азовського моря.

## Опис
Довжина балки приблизно 5,96 км, найкоротша відстань між витоком і гирлом — 5,54  км, коефіцієнт звивистості річки — 1,08 . Формується декількома балками та загатами.

## Розташування
Бере початок на південно-західній стороні від селища Валянівськ. Тече переважно на південний захід понад селом Киселеве і у селищі Нагольно-Тарасівка впадає у річку Нагольну, ліву притоку річки Міусу.

## Цікаві факти
- Біля витоку балки на північній стороні на відстані приблизно 34,35 м пролягає автошлях Луганськ — Ізварине[a] — автомобільний шлях міжнародного значення на території України[3].
- Пригирлова частина балки протікає через Ландшафтний заказник Нагольний кряж[4].
- У XX столітті на балці існували водокачки, працюючі та непрацюючі шахти, а також багато териконів[5].